# El Tuscal
El Tuscal es una localidad argentina ubicada en el Departamento Tulumba de la provincia de Córdoba. Depende administrativamente de la comuna de Lucio V. Mansilla, de cuyo centro urbano dista unos 18 km al este. Se encuentra sobre la ruta provincial 22, la cual es su principal vía de comunicación vinculándola al oeste con Lucio V. Mansilla y al este con San Francisco del Chañar. Es una zona árida y muy erosionable, el agua del subsuelo no es apta para consumo humano; en estas condiciones se desenvuelven sus habitantes en pobres condiciones de vida.
Es un paraje rural cuyos pobladores son mayoritariamente peones y pequeños productores. Cuenta con puesto de salud y un comedor.
Tuscal significa lugar poblado de tuscas, el cual es un arbusto espinoso.

## Población
Cuenta con 79 habitantes (Indec, 2010), lo que representa un descenso del 7 % frente a los 85 habitantes (Indec, 2001) del censo anterior.
| Gráfica de evolución demográfica de El Tuscal entre 2001 y 2010 |
|                                                                 |
| Fuente: Censos nacionales del INDEC                             |